# Championnat du Kazakhstan de football 2003
Navigation
Saison précédente Saison suivante
La saison 2003 du championnat du Kazakhstan de football était la 12e édition de la première division kazakhe, la Super-Liga. Les douze meilleures équipes du pays sont regroupées au sein d'une poule unique, où tous les clubs s'affrontent en matchs aller et retour. À la fin du championnat, les deux derniers sont relégués tandis que les 14e et 15e disputent un barrage de promotion-relégation face aux deux clubs deuxième de leur poule de Perveja Liga, la deuxième division kazakhe.
C'est le FC Irtysh Pavlodar, tenant du titre, qui remporte le championnat en terminant en tête du classement final, en devançant de 2 points le FC Tobol Koustanaï et de 14 points le FC Zhenis Astana. C'est le 5e titre de champion de l'histoire du club.

L'un des promus, le FC Caspiy Aktau déclare forfait avant le démarrage du championnat et n'est pas remplacé. La fédération décide finalement d'étendre le championnat à 19 équipes la saison prochaine et annule en fin de saison les barrages de promotion-relégation ainsi que la relégation du FC Esil et du FC Batys Oral.
En plus de l'absence de relégation, le championnat perd un autre enjeu puisqu'aucun club kazakh n'est autorisé à prendre part aux compétitions européennes à cause du manque de stades homologués dans le pays.

## Les 18 clubs participants
| - FK Atyrau - FC Zhenis Astana - FC Tobol Koustanaï - FC Yesil Bogatyr - FC Kaysar - FC Aktobe-Lento - FC Ekibastuzets Ekibastuz - Promu de Perveja Liga - FC Batys Oral - Promu de Perveja Liga - FK Taraz - Promu de Perveja Liga | - FC Shakhtyor Karagandy - FC Irtych Pavlodar - FC Vostok - FC Yelimay Semipalatinsk - FC Kairat Almaty - FC Esil - FC Ordabasy Chymkent - Promu de Perveja Liga - FC Zhetysu Taldykorgan - Promu de Perveja Liga - FC Caspiy Aktau |

## Compétition
Le barème de points servant à établir les classements se décompose ainsi :
- Victoire : 3 points
- Match nul : 1 point
- Défaite : 0 point

### Classement
| Rang | Équipe                        | Pts | J  | G  | N  | P  | Bp | Bc | Diff |
| ---- | ----------------------------- | --- | -- | -- | -- | -- | -- | -- | ---- |
| 1    | FC Irtysh Pavlodar (T)        | 78  | 32 | 25 | 3  | 4  | 59 | 20 | +39  |
| 2    | FC Tobol Koustanaï            | 76  | 32 | 24 | 4  | 4  | 55 | 19 | +36  |
| 3    | FC Zhenis Astana              | 64  | 32 | 20 | 4  | 8  | 65 | 33 | +32  |
| 4    | FK Atyrau                     | 53  | 32 | 16 | 5  | 11 | 48 | 42 | +6   |
| 5    | FC Aktobe-Lento               | 51  | 32 | 13 | 12 | 7  | 40 | 29 | +11  |
| 6    | FC Ordabasy Chymkent (P)      | 49  | 32 | 15 | 4  | 13 | 33 | 29 | +4   |
| 7    | FC Kairat Almaty (C)          | 49  | 32 | 14 | 7  | 11 | 51 | 42 | +9   |
| 8    | FC Zhetysu Taldykorgan (P)    | 48  | 32 | 14 | 6  | 12 | 46 | 38 | +8   |
| 9    | FC Yelimay Semipalatinsk      | 43  | 32 | 12 | 7  | 13 | 35 | 35 | 0    |
| 10   | FC Shakhtyor Karagandy        | 42  | 32 | 10 | 12 | 10 | 37 | 29 | +8   |
| 11   | FC Yesil Bogatyr              | 36  | 32 | 10 | 6  | 16 | 42 | 53 | -11  |
| 12   | FK Taraz (P)                  | 34  | 32 | 10 | 4  | 18 | 35 | 45 | -10  |
| 13   | FC Kaysar                     | 34  | 32 | 9  | 7  | 16 | 26 | 42 | -16  |
| 14   | FC Vostok                     | 32  | 32 | 8  | 8  | 16 | 34 | 46 | -12  |
| 15   | FC Ekibastuzets Ekibastuz (P) | 28  | 32 | 8  | 4  | 20 | 30 | 56 | -26  |
| 16   | FC Batys Oral (P)             | 26  | 32 | 8  | 2  | 22 | 25 | 74 | -49  |
| 17   | FC Esil                       | 15  | 32 | 4  | 9  | 19 | 13 | 42 | -29  |
| 18   | FC Caspiy Aktau forfait       |     |    |    |    |    |    |    |      |

|  | Participation au barrage de promotion-relégation |
|  | Relégation en Perveja Liga                       |

## Bilan de la saison
| Championnat du Kazakhstan de football 2003 |                                  |
| Champion                                   | FC Irtysh Pavlodar (5e titre)    |
| Coupes et trophées                         |                                  |
| Vainqueur de la Coupe du Kazakhstan 2003   | FC Kairat Almaty                 |
| Qualifications continentales               |                                  |
| Ligue des champions 2004-2005 Premier tour | Aucun                            |
| Coupe UEFA 2004-2005 Premier tour          | Aucun                            |
| Coupe Intertoto 2004                       | Aucun                            |
| Promotions et relégations                  |                                  |
| Promus en Super-Liga                       | FC Yassi FC Tsesna               |
| Relégués en Perveja Liga                   | Aucun (passage de 17 à 19 clubs) |